# Sphingomonas
Genre
Sphingomonas est un genre de protéobactéries de la famille des Sphingomonadaceae .
Ce genre regroupe une quinzaine d'espèces. L'espèce type est Sphingomonas aquatica. 

## Liste d'espèces
Selon Catalogue of Life (15 août 2014) :
- Sphingomonas abaci
- Sphingomonas adhaesiva
- Sphingomonas aerolata
- Sphingomonas aquatilis
- Sphingomonas asaccharolytica
- Sphingomonas aurantiaca
- Sphingomonas azotifigens
- Sphingomonas dokdonensis
- Sphingomonas echinoides
- Sphingomonas faeni
- Sphingomonas koreensis
- Sphingomonas mali
- Sphingomonas melonis
- Sphingomonas oligophenolica
- Sphingomonas panni
- Sphingomonas parapaucimobilis
- Sphingomonas paucimobilis
- Sphingomonas phyllosphaerae
- Sphingomonas pituitosa
- Sphingomonas pruni
- Sphingomonas roseiflava
- Sphingomonas sanguinis
- Sphingomonas soli
- Sphingomonas suberifaciens
- Sphingomonas trueperi
- Sphingomonas wittichii
- Sphingomonas yabuuchiae
- Sphingomonas yunnanensis

Selon World Register of Marine Species (15 août 2014) :
- Sphingomonas aestuarii Roh, Kim, Nam, Chang, Kim, Oh & Bae, 2009
- Sphingomonas japonica Romanenko, Tanaka, Frolova & Mikhailov, 2009
- Sphingomonas molluscorum Romanenko, Uchino, Frolova, Tanaka, Kalinovskaya, Latyshev & Mikhailov, 2007

## Liste des espèces et non-classés
Selon NCBI (15 août 2014) :
- Sphingomonas abaci
- Sphingomonas adhaesiva
  - non-classé Sphingomonas adhaesiva NBRC 15099
- Sphingomonas aerolata
- Sphingomonas aestuarii
  - non-classé Sphingomonas aestuarii DSM 19475
- Sphingomonas alpina
- Sphingomonas anadarae
- Sphingomonas aquatilis
  - non-classé Sphingomonas aquatilis NBRC 16722
- Sphingomonas asaccharolytica
  - non-classé Sphingomonas asaccharolytica NBRC 15499
- Sphingomonas astaxanthinifaciens
  - non-classé Sphingomonas astaxanthinifaciens DSM 22298
- Sphingomonas aurantiaca
- Sphingomonas azotifigens
  - non-classé Sphingomonas azotifigens NBRC 15497
- Sphingomonas azotofornans
- Sphingomonas bosoensis
- Sphingomonas canadensis
- Sphingomonas changbaiensis
  - non-classé Sphingomonas changbaiensis NBRC 104936
- Sphingomonas cynarae
- Sphingomonas desiccabilis
- Sphingomonas dokdonensis
- Sphingomonas echinoides
  - non-classé Sphingomonas echinoides ATCC 14820
- Sphingomonas elodea
  - non-classé Sphingomonas elodea ATCC 31461
- Sphingomonas endophytica
- Sphingomonas faeni
- Sphingomonas fennica
- Sphingomonas formosensis
- Sphingomonas genosp. 1
- Sphingomonas genosp. 2
- Sphingomonas ginsenosidimutans
- Sphingomonas ginsenosidivorax
- Sphingomonas glacialis
- Sphingomonas haloaromaticamans
- Sphingomonas hankookensis
- Sphingomonas histidinilytica
- Sphingomonas humi
- Sphingomonas hunanensis
- Sphingomonas indica
- Sphingomonas insulae
- Sphingomonas japonica
- Sphingomonas jaspsi
  - non-classé Sphingomonas jaspsi DSM 18422
- Sphingomonas jejuensis
- Sphingomonas jinjuensis
- Sphingomonas kaistensis
- Sphingomonas koreensis
  - non-classé Sphingomonas koreensis NBRC 16723
- Sphingomonas kwangyangensis
- Sphingomonas kyungheensis
- Sphingomonas laterariae
- Sphingomonas leidyi
- Sphingomonas mali
  - non-classé Sphingomonas mali NBRC 15500
- Sphingomonas mathurensis
- Sphingomonas melonis
  - non-classé Sphingomonas melonis C3
  - non-classé Sphingomonas melonis DAPP-PG 224
  - non-classé Sphingomonas melonis FR1
- Sphingomonas molluscorum
- Sphingomonas mucosissima
- Sphingomonas oligophenolica
- Sphingomonas oryziterrae
- Sphingomonas panni
- Sphingomonas parapaucimobilis
  - non-classé Sphingomonas parapaucimobilis NBRC 15100
- Sphingomonas paucimobilis
  - non-classé Sphingomonas paucimobilis NBRC 13935
- Sphingomonas phyllosphaerae
  - non-classé Sphingomonas phyllosphaerae 5.2
  - non-classé Sphingomonas phyllosphaerae FA2
- Sphingomonas pituitosa
  - non-classé Sphingomonas pituitosa NBRC 102491
- Sphingomonas polyaromaticivorans
- Sphingomonas pruni
  - non-classé Sphingomonas pruni NBRC 15498
- Sphingomonas pseudosanguinis
- Sphingomonas rhizogenes
- Sphingomonas rosea
- Sphingomonas roseiflava
- Sphingomonas rubra
- Sphingomonas sanguinis
  - non-classé Sphingomonas sanguinis NBRC 13937
- Sphingomonas sanxanigenens
  - non-classé Sphingomonas sanxanigenens DSM 19645 = NX02
- Sphingomonas soli
  - non-classé Sphingomonas soli NBRC 100801
- Sphingomonas starnbergensis
- Sphingomonas swuensis
- Sphingomonas trueperi
  - non-classé Sphingomonas trueperi NBRC 100456
- Sphingomonas ursincola
- Sphingomonas wittichii
  - non-classé Sphingomonas wittichii DP58
  - non-classé Sphingomonas wittichii RW1
  - non-classé Sphingomonas wittichii TTN3
  - non-classé Sphingomonas wittichii TTNP3
- Sphingomonas xinjiangensis
- Sphingomonas yabuuchiae
- Sphingomonas yunnanensis